# Night Trap
Night Trap est un jeu film interactif en full motion video développé par Digital Pictures et sorti sur Mega-CD.
Son contenu ambigu lui valut les foudres de sénateurs américains qui voulurent l'interdire.
Ce jeu est un film interactif qui préfigurait ce qu’auraient pu être les prochaines productions sur CD-ROM. En France, Sega avait envisagé de livrer ce jeu avec la console en septembre 1993. Mais la sortie française avait été repoussée de plusieurs mois jusque avril 1994 afin notamment de doubler les voix en français. En septembre 1993, le Mega-CD était finalement livré avec le jeu Road Avenger.
Une nouvelle version est sortie aux États-Unis en 1993 et en 1995 en France, celle-ci nécessitant en plus du Mega-CD l'extension matérielle 32X. Une réédition avec des vidéos de meilleure qualité a été annoncée par le détenteur des droits du jeu au mois de mai 2014.

## Système de jeu
Le joueur incarne un agent du S.C.A.T. (Sega Control Attack Team) et doit protéger un groupe de jeunes filles des griffes de vampires. À l’aide d’un système de caméras, le joueur choisit les différentes pièces de la maison qu’il veut surveiller. Il doit donc sans arrêt passer d’une caméra à une autre afin de ne rien rater de l’action. Et à l’aide de pièges dissimulés dans la maison, le joueur doit capturer les buveurs de sang avant que ces derniers n'attrapent les filles.

## Critiques et accueil
Le jeu a été réalisé en full motion video, un procédé très apprécié à l'époque car reproduisant les conditions d'un véritable film malgré les faiblesses graphiques des consoles l'utilisant. Ainsi, la communauté du jeu vidéo fut enthousiaste devant cette production.
Mais ce ne fut pas un succès car de nombreux défauts ont entaché ce logiciel. En premier lieu, la trame scénaristique laissait à désirer et la jouabilité s'en est ressentie. En effet, afin de protéger le groupe, le joueur devait rester passif devant un système de télésurveillance et activer des pièges à un moment donné. Un système de jeu bien déroutant sur une console habituée aux jeux d'action… Enfin, le jeu reste dans les mémoires pour son doublage en français complètement raté, où les acteurs ne font preuve d'aucune qualité d'interprétation,.
Mais du fait de son contenu déplacé, les instances politiques tentèrent d'interdire le jeu. En effet, le principe du voyeurisme et les petites tenues des protagonistes furent très critiqués à l'époque.

## Réédition
À l'approche du vingtième anniversaire du jeu, une campagne de crowdfunding est mis en place en 2014 via le site Kickstarter. Le but est de réunir la somme de 330 000 dollars afin de produire une version HD du titre original.

Toutefois la somme n'est pas récoltée et le projet suspendu jusqu'en 2017, où à la surprise générale, le titre est annoncé sur Xbox One, Nintendo Switch et PlayStation 4.

## Distribution
- Dana Plato (VF : Nathalie Cuadrado) : Kelly
- J. Bill Jones (VF : Philippe Barrier) : Simms
- Deke Anderson (VF : Pascal Desmis) : Jason
- William Bertrand (VF : Thierry Hertnet) : Eddie
- Arthur Burghardt (VF : Akli Slimani) : Collins
- Suzy Cote (VF :  Nadia Ketfi) : Sarah Martin
- Roy Eisenstein ( VF : ????) : Jim
- Christy Ford (VF : Karine Mevei) : Megan
- Blake Gibbons (VF : Édouard Lehembre) : Mike
- Joshua Godard as (VF : Stephane Crochet) : Danny
- Andras Jones (en) (VF : ????) : Jeff Martin
- Jon R. Kamel as (VF : Dominique Abrivat) : Victor Martin
- Giovanni Lemm as (VF: Stéphane Crochet) : Tony
- Tracy Matheson as (VF : Anita Gabreau) : Cindy
- Debra Parks (VF : Emmanuelle Pere) : Lisa
- Allison Rhea (VF : Myriam Berrada) : Ashley
- Molly Starr (VF : Mireille Fleming) : Sheila Martin
- Heidi Von Brecht (VF : Myriam Berrada) : Swanson

## Commentaire
Dana Plato, connue notamment pour le rôle de Virginia dans la série Arnold et Willy, est l'actrice principale du jeu (c'est un agent infiltré).
2 fins sont disponibles : une bonne et une mauvaise. Cette dernière se déroule si le joueur n'a pas su protéger les cibles, hormis l'agent infiltré.